# ラジオニクス
ラジオニクス (radionics, radionix) は生体エネルギーや波動を操作することで治療する機器、もしくは療法をいう。
「すべてのものは未知の波動 (Vibration) を発している。この波動は生体に影響を及ぼし機器により測定可能であり、且つ同調・変調することで逆にすべてのものに対して影響を与えることができる。」これが、100年近く前に考え出されたラジオニクスの主張である。現在のいかなる科学でも波動の存在を証明できておらず、疑似科学である。

## 歴史

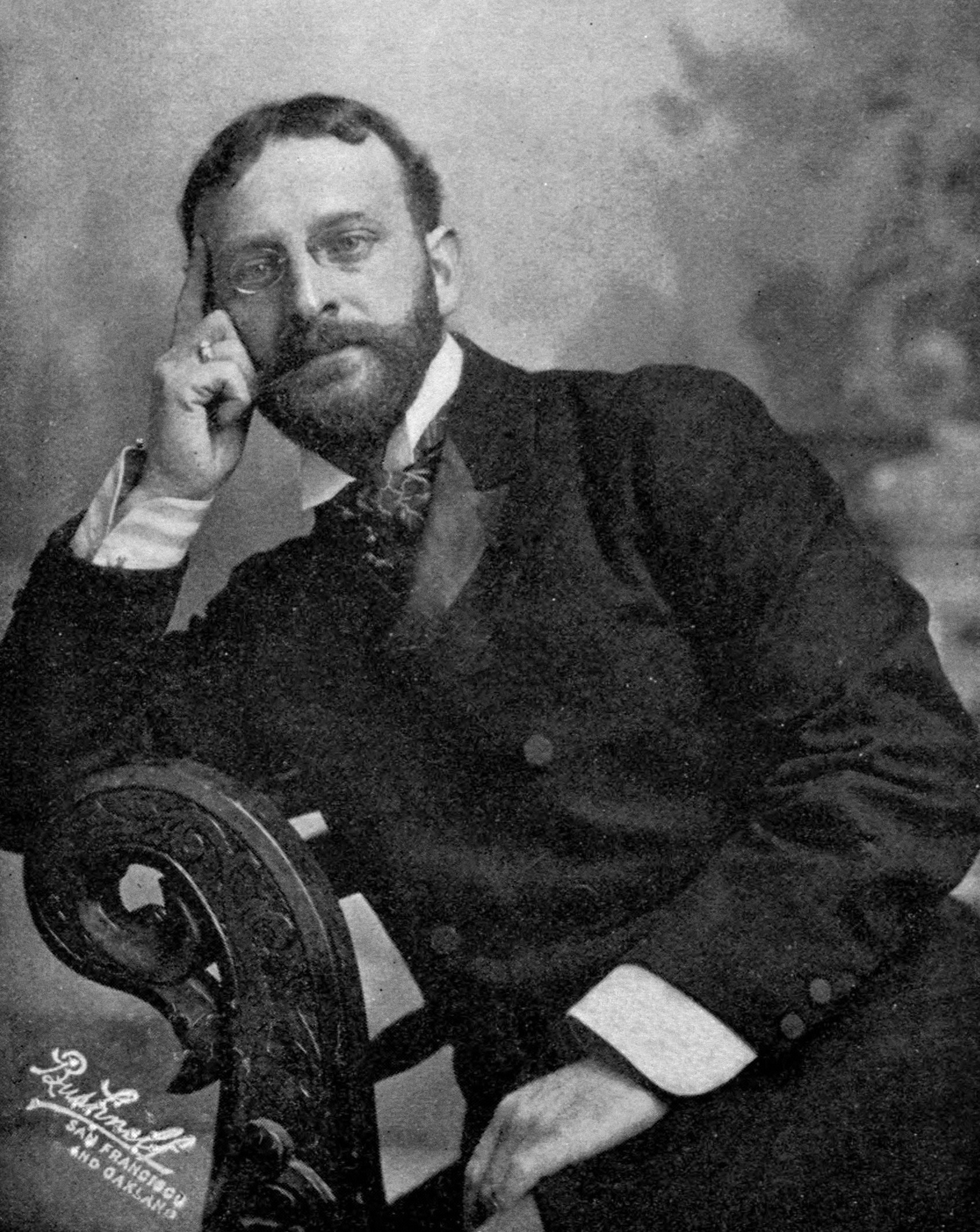
ラジオニクスを"開発"したエイブラムス

ラジオニクスを最初に考案したアルバート・エイブラムス (Albert Abrams, 1863年 - 1924年) はサンフランシスコで生まれ、ドイツのハイデルベルク大学医学部を首席で卒業した後、スタンフォード大学医学部で病理学を教え、医学科主任となり病理学の博士号を受けた。
エイブラムスは大変優れた診断専門医で、特に「打診法」の名人であった。打診法とは、患者の体を軽く指で叩いた共振音の変化を手掛かりとして、腫瘍の有無や病気を診断する方法である。ある日、スタンフォード大学医学部で、いつものように患者の体を打診していた時の事である。研究室の近くにあったX線装置に予告なしにスイッチが入れられた時、その打診音が鈍くなった事に気付いた。このことから、生体に影響があるものが身近に存在するだけで、生体は影響をすでに受けるという仮説を立てた。
エイブラムスは、この考えをもとに次の様な実験をしている。健康体である人の額に、癌組織のサンプルを数秒間隔で触れたり離したりさせて、癌組織のサンプルが額に触れている時だけ打診音が共振音から鈍い音に変わることを確かめた。この現象は、1916年に『診断と処置の新しい概念』(New Concepts in Diagnosis and Treatment)として発表された。
次にエイブラムスは、癌組織サンプルの様な病理学的サンプルが発する波動が電気と同様に導線を伝わると言う事を発見した。この現象を「エイブラムスの電子反応 (Electoronic Reaction of Abrams, ERA)」と名づけた。ERAは病気の治療をホメオパシーと同様の考え方で行う。例えばマラリア患者の血液サンプルをセットして、打診音を聴きながら、マラリアに効くキニーネを重ねると打診音が変化する。キニーネからの波動が、マラリア血液からの波動を中和し無毒化されたと考えた。エイブラムスは、マラリアや梅毒にかかった組織が発する波動の性格を変えることのできる無線放送に似た波動放射器を考案できれば、キニーネや水銀剤と同様に効果的に波動を相殺できると考えた。この「原理」を応用したオシロクラストという治療装置を作り、エイブラムスと彼の弟子達は、患者を治療することで大成功をおさめたという。この勢いでERAの大学院コースも設けられたらしい。
さらにエイブラムスは、一滴の血液をサンプルとして電話線を使って数キロメートル離れた患者の診断を遠隔で行ったと「物理臨床雑誌」に報告した。この内容は、アメリカ医師協会の反感を買い、協会は協会誌にエイブラムスをニセ医師だとして攻撃した。1924年にエイブラムスが死亡したあと、米国では彼に対する批判が「サイエンティフィック・アメリカン」誌に連載され、1954年にはFDAによってオシロクラストの実質的な使用差し止めを決定。ERAは医学の表舞台から姿を消した。
日本国内での臨床応用研究の始まりは、1995年、中村國衛医学博士（1939年～2010年／北里大学分子生物学助教授）が中心となって開発した装置・PRA(Psychogalvanic Reflex Analyser 当時はQRS）による臨床応用研究が始まりとされ、現在は医師を中心とする団体・一般社団法人PRA臨床応用研究会が中心となって臨床応用の研究が進められている。

## 影響
ラジオニクスは正規の医者（しかも、著名な大学の教授）によって創始されたものであったことから少なからず説得力を持って信じられることになってしまい、診断とそれに基づく治療があやふやで科学的に証明されていないにもかかわらず多くの信奉者と擁護者を生み出した。エイブラムスの存命中にもアプトン・シンクレアがラジオニクスを擁護する論陣を張り、代替医療の分野に於いては今でもラジオニクスが使われている。また詐欺の道具立てとしてもしばしばラジオニクスが使われ、そのことがラジオニクスに対する批判の原因ともなっている。
エイブラムス以降のラジオニクスの研究者・実践者としては、カイロプラクターでロサンゼルスを本拠に活動していたルース・ドラウン (Ruth Beymer Drown, 1892年 - 1963年)やイギリスで活躍したジョージ・デ・ラ・ワー (George De La Warr, 1904年 - 1969年) が知られている。特に電気技術者のトーマス・ガレン・ヒエロニムス (Thomas Galen Hieronymus, 1895年 -1988年) はラジオニクス装置を自ら改良した装置（ヒエロニムスマシン）に毛虫の写真を載せて、畑の害虫を一晩で殺虫したという話で、一気にラジオニクス装置を有名にした。